# Catagramma patelina
Catagramma patelina är en fjärilsart som beskrevs av William Chapman Hewitson 1853. Catagramma patelina ingår i släktet Catagramma och familjen praktfjärilar. Inga underarter finns listade i Catalogue of Life.